# West Hyattsville
West Hyattsville è una stazione della metropolitana di Washington, situata sulla linea verde; in orari di punta è servita anche da treni della linea gialla. Si trova a Hyattsville, in Maryland.
È stata inaugurata l'11 dicembre 1993, contestualmente all'estensione della linea verde oltre la stazione di Fort Totten.
La stazione è dotata di un parcheggio da 453 posti ed è servita da autobus dei sistemi Metrobus (anch'esso gestito dalla WMATA) e TheBus.